# Phlox triovulata
Phlox triovulata är en blågullsväxtart som beskrevs av George Thurber och John Torrey. Phlox triovulata ingår i släktet floxar, och familjen blågullsväxter. Inga underarter finns listade i Catalogue of Life.

## Bildgalleri

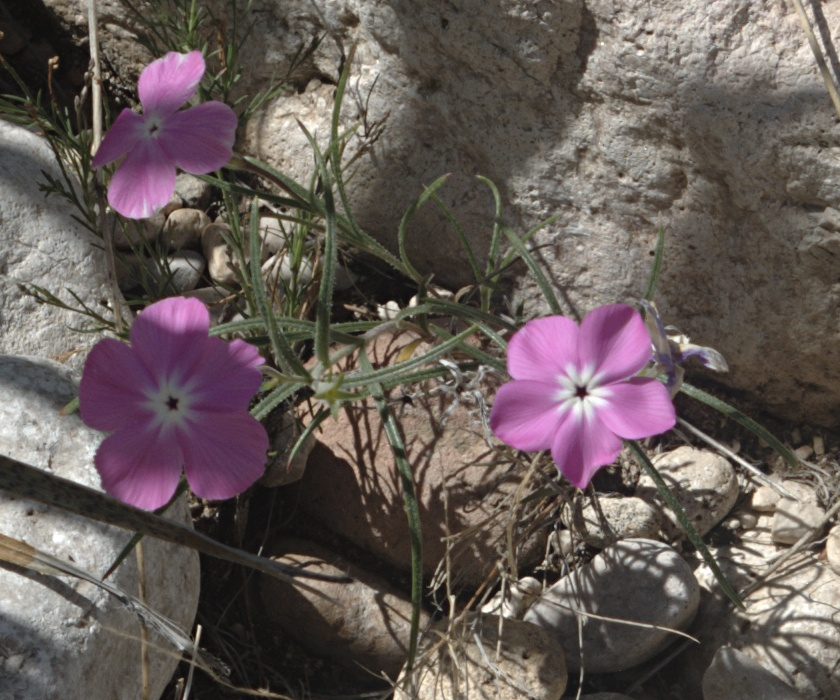